# Yash Raj Films
Yash Raj Films (YRF) est une société indienne de production et de distribution de films créée en 1970 par le réalisateur Yash Chopra.

## Historique
Yash Raj Film s'est attaché la présence de jeunes réalisateurs talentueux tels Kunal Kohli (Fanaa), Shaad Ali (Bunty Aur Babli), Sanjay Gadhvi (Dhoom 1 et 2), Siddharth Anand (Salaam Namaste) qui ont assuré le succès de la société au cours des dix dernières années, même si 2007 et 2008 ont été plus ternes à l'exception de Chak De ! India de Shimit Amin et Rab Ne Bana Di Jodi d'Aditya Chopra.

Sous l'impulsion d'Aditya Chopra, fils de Yash, les studios ont été agrandis et modernisés, ce sont actuellement les plus importants en Inde et ils sont loués à de nombreux réalisateurs. Il a diversifié les activités, créant des sociétés de distribution de films, de commercialisation de DVD et CD en Inde et à l'étranger, ouvrant des agences à Londres, New York et Dubai. Une société de production d'émissions musicales pour la télévision a également été créée.

En 2008, Yash Raj Films a coproduit un dessin animé avec Walt Disney Pictures, Roadside Romeo. La société a en projet un partenariat commercial avec Dubai Infinity Holdings pour la création, à Dubai, d'un complexe de loisir centré sur les productions Yash Raj Films : parc d'attraction, salle de cinéma, hôtel...

## Films produits
| Titre                              | Année | Réalisation                 | Distribution | Synopsis | Reférence     |
| ---------------------------------- | ----- | --------------------------- | --- | --- | ------------- |
| Daag                               | 1973  | Yash Chopra                 | Rajesh Khanna, Sharmila Tagore, Raakhee                                                                                                   | Une femme découvre que son mari, qu’elle croyait mort, est en réalité vivant et marié à une autre. | [ 2 ]         |
| Kabhi Kabhie                       | 1976  | Yash Chopra                 | Amitabh Bachchan, Raakhee, Shashi Kapoor, Waheeda Rehman, Rishi Kapoor, Neetu Singh                                                       | Un poète en herbe et une jeune femme tombent amoureux, mais épousent d’autres personnes. Des années plus tard, ce sont leurs enfants qui les réunissent.                                                                     | [ 3 ]         |
| Doosra Aadmi                       | 1977  | Ramesh Talwar (en)          | Raakhee, Rishi Kapoor, Neetu Singh, Shashi Kapoor                                                                                         | Une femme accomplie devient obsédée par un homme plus jeune et marié, qui lui rappelle son ancien amant décédé. | [ 4 ]         |
| Noorie                             | 1979  | Manmohan Krishna (en)       | Farooq Sheikh, Poonam Dhillon | Après qu’une jeune femme se donne la mort à la suite d’une agression sexuelle, son fiancé se lance dans une quête pour venger sa mort.                                                                                       | [ 5 ]         |
| Kaala Patthar                      | 1979  | Yash Chopra                 | Amitabh Bachchan, Shashi Kapoor, Shatrughan Sinha, Raakhee, Parveen Babi, Neetu Singh, Sanjeev Kumar                                      | Un capitaine de marine déchu devient mineur de charbon et, avec le soutien de ses collègues, mène un combat pour les droits des travailleurs.                                                                                | [ 6 ] [ 7 ]   |
| Nakhuda                            | 1981  | Dilip Naik                  | Raj Kiran, Swaroop Sampat, Kulbhushan Kharbanda                                                                                           | La relation d’un protégé loyal avec son mentor commence à se fissurer lorsque son riche beau-père le manipule à des fins personnelles.                                                                                       | [ 8 ]         |
| Silsila                            | 1981  | Yash Chopra                 | Amitabh Bachchan, Jaya Bachchan, Rekha, Sanjeev Kumar                                                                                     | Après la mort de son frère, un homme épouse la petite amie enceinte de ce dernier, avant de raviver plus tard une histoire d'amour avec son ancienne amante, désormais mariée.                                               | [ 9 ]         |
| Sawaal                             | 1982  | Ramesh Talwar               | Sanjeev Kumar, Poonam Dhillon, Shashi Kapoor, Randhir Kapoor, Waheeda Rehman                                                              | Le monde d’un puissant criminel s’effondre lorsque sa fille tombe amoureuse d’un policier et que son fils se retourne contre son empire mafieux.                                                                             | [ 10 ]        |
| Mashaal                            | 1984  | Yash Chopra                 | Dilip Kumar, Waheeda Rehman, Anil Kapoor, Rati Agnihotri                                                                                  | Un journaliste intègre qui dénonce un baron de la drogue perd sa carrière et cherche à se venger, mais un vagabond qu’il avait autrefois sauvé tente de l’éloigner d’une vie de crime.                                       | [ 11 ] [ 12 ] |
| Faasle                             | 1985  | Yash Chopra                 | Sunil Dutt, Rekha, Farooq Sheikh, Farah, Deepti Naval, Raj Kiran, Rohan Kapoor                                                            | Un veuf peine à concilier l’éducation de ses enfants et sa relation avec une femme plus jeune, mais désapprouve lorsque sa fille choisit d’épouser son amant.                                                                | [ 13 ]        |
| Vijay                              | 1988  | Yash Chopra                 | Rajesh Khanna, Hema Malini, Rishi Kapoor, Anil Kapoor, Meenakshi Sheshadri                                                                | Deux amis deviennent ennemis après avoir découvert qu’ils sont cousins germains, leurs destins étant façonnés par la manipulation de leur grand-père malveillant.                                                            | [ 14 ]        |
| Chandni                            | 1989  | Yash Chopra                 | Sridevi, Rishi Kapoor, Vinod Khanna, Waheeda Rehman                                                                                       | Après qu’un accident ait paralysé son fiancé et qu’il l’ait repoussée, une femme au cœur brisé trouve du réconfort chez un veuf d’âge moyen.                                                                                 | [ 15 ]        |
| Lamhe                              | 1991  | Yash Chopra                 | Anil Kapoor, Sridevi, Waheeda Rehman, Anupam Kher                                                                                         | Un homme tombe amoureux d’une femme plus âgée qui épouse un autre, et des années plus tard, sa fille tombe amoureuse de lui.                                                                                                 | [ 16 ]        |
| Aaina                              | 1993  | Deepak Sareen (en)          | Jackie Shroff, Amrita Singh, Juhi Chawla                                                                                                  | Deux sœurs tombent amoureuses du même homme, ce qui provoque jalousie et chagrin lorsque l’une d’elles l’épouse, avant que l’autre ne revienne le réclamer.                                                                  | [ 17 ]        |
| Darr                               | 1993  | Yash Chopra                 | Sunny Deol, Juhi Chawla, Shah Rukh Khan                                                                                                   | Une jeune mariée est harcelée par un homme obsédé qui prétend être amoureux d’elle, et avec l’aide de son mari, elle tente d’échapper à ses avances.                                                                         | [ 18 ]        |
| Yeh Dillagi                        | 1994  | Naresh Malhotra             | Akshay Kumar, Saif Ali Khan, Kajol | Deux frères aux personnalités opposées tombent amoureux de la fille de leur chauffeur, une mannequin, ce qui crée des tensions avec leur mère autoritaire.                                                                   | [ 19 ]        |
| Dilwale Dulhania Le Jayenge        | 1995  | Aditya Chopra               | Shah Rukh Khan, Kajol | Une adolescente tombe amoureuse d’un garçon séducteur lors d’un voyage à travers l’Europe, mais son père la force à épouser un autre.                                                                                        | [ 20 ]        |
| Dil To Pagal Hai                   | 1997  | Yash Chopra                 | Shah Rukh Khan, Madhuri Dixit, Karisma Kapoor, Akshay Kumar                                                                               | Une danseuse de scène tombe amoureuse de son metteur en scène, mais lui est amoureux d’une autre danseuse fiancée à son ami d’enfance.                                                                                       | [ 21 ]        |
| Mohabbatein                        | 2000  | Aditya Chopra               | Amitabh Bachchan, Shah Rukh Khan, Aishwarya Rai, Uday Chopra, Shamita Shetty, Jugal Hansraj, Kim Sharma, Jimmy Shergill, Preeti Jhangiani | Un professeur de musique inspire ses élèves à se révolter contre leur principal autoritaire pour venger le suicide de sa petite amie.                                                                                        | [ 22 ]        |
| Mere Yaar Ki Shaadi Hai            | 2002  | Sanjay Gadhvi               | Uday Chopra, Sanjana, Jimmy Shergill, Bipasha Basu                                                                                        | Un homme décide de rompre les fiançailles de son amie d’enfance après s’être rendu compte qu’il est amoureux d’elle. | [ 23 ]        |
| Mujhse Dosti Karoge!               | 2002  | Kunal Kohli                 | Rani Mukerji, Hrithik Roshan, Kareena Kapoor, Uday Chopra                                                                                 | Un homme tombe amoureux d’une femme, croyant que ce sont elle qui a écrit ses e-mails, sans savoir qu’en réalité ils ont été envoyés par son ami d’enfance, qui l’aime secrètement.                                          | [ 24 ]        |
| Saathiya                           | 2002  | Shaad Ali                   | Rani Mukerji, Vivek Oberoi | Un couple traverse une série d’épreuves et de malentendus après s’être enfui pour se marier. | [ 25 ]        |
| Hum Tum                            | 2004  | Kunal Kohli                 | Saif Ali Khan, Rani Mukerji | Un homme et une femme se croisent à différentes étapes de leur vie et tombent finalement amoureux après le décès du mari de la femme.                                                                                        | [ 26 ]        |
| Dhoom                              | 2004  | Sanjay Gadhvi               | Abhishek Bachchan, John Abraham, Uday Chopra, Esha Deol, Rimi Sen                                                                         | Un policier et un concessionnaire de motos font équipe pour arrêter un groupe de braqueurs de banques. | [ 27 ]        |
| Veer-Zaara                         | 2004  | Yash Chopra                 | Shah Rukh Khan, Preity Zinta, Rani Mukerji                                                                                                | Un pilote de l’Armée de l’air indienne tombe amoureux d’une femme pakistanaise, ce qui conduit à son emprisonnement injuste pendant 22 ans, tandis qu’une avocate pakistanaise lutte pour sa liberté.                        | [ 28 ]        |
| Bunty Aur Babli                    | 2005  | Shaad Ali                   | Amitabh Bachchan, Abhishek Bachchan, Rani Mukerji                                                                                         | Deux villageois s’enfuient et deviennent escrocs sous les pseudonymes de Bunty et Babli, tandis qu’un policier alcoolique tente de les attraper.                                                                             | [ 29 ]        |
| Salaam Namaste                     | 2005  | Siddharth Anand             | Saif Ali Khan, Preity Zinta | Un couple vivant ensemble à Melbourne fait face à des complications lorsque la femme tombe enceinte et que l’homme refuse d’assumer ses responsabilités.                                                                     | [ 30 ]        |
| Neal 'n' Nikki                     | 2005  | Arjun Sablok                | Uday Chopra, Tanishaa Mukerji | Un homme prévoit de coucher avec 21 femmes avant le mariage, mais ses plans sont bouleversés par une femme au tempérament libre.                                                                                             | [ 31 ]        |
| Fanaa                              | 2006  | Kunal Kohli                 | Aamir Khan, Kajol, Kiron Kher, Rishi Kapoor, Tabu                                                                                         | Une femme aveugle tombe amoureuse d’un terroriste infiltré qui l’abandonne, et des années plus tard, après avoir retrouvé la vue, elle s’occupe de lui sans connaître sa véritable identité.                                 | [ 32 ]        |
| Dhoom 2                            | 2006  | Sanjay Gadhvi               | Hrithik Roshan, Abhishek Bachchan, Aishwarya Rai, Uday Chopra, Bipasha Basu, Rimi Sen                                                     | Une équipe de policiers tente d’arrêter un habile voleur de bijoux en utilisant une petite voleuse pour le séduire, mais la loyauté de cette dernière envers la police est remise en question.                               | [ 33 ]        |
| Kabul Express                      | 2006  | Kabir Khan (en)             | John Abraham, Arshad Warsi | Deux journalistes indiens et une journaliste américaine sont pris en otage par un militant taliban alors qu’ils tentent de franchir la frontière pakistanaise.                                                               | [ 34 ]        |
| Ta Ra Rum Pum                      | 2007  | Siddharth Anand             | Saif Ali Khan, Rani Mukerji | Un champion de course automobile perd sa carrière après un accident, et sa famille traverse des épreuves avant qu’il ne fasse un retour triomphal.                                                                           | [ 35 ]        |
| Jhoom Barabar Jhoom                | 2007  | Shaad Ali                   | Abhishek Bachchan, Bobby Deol, Preity Zinta, Lara Dutta, Amitabh Bachchan                                                                 | Deux inconnus se rencontrent dans une gare et mentent au sujet de leurs partenaires tout en tombant secrètement amoureux l’un de l’autre. Ils engagent alors d’autres personnes pour les accompagner à un concours de danse. | [ 36 ]        |
| Chak De! India                     | 2007  | Shimit Amin                 | Shah Rukh Khan | Un joueur de hockey déchu tente de se racheter en entraînant un groupe de joueuses sous-estimées de l’équipe nationale féminine de hockey sur gazon de l’Inde pour remporter la Coupe du monde.                              | [ 37 ]        |
| Laaga Chunari Mein Daag            | 2007  | Pradeep Sarkar (en)         | Jaya Bachchan, Rani Mukerji, Konkona Sen Sharma, Kunal Kapoor, Abhishek Bachchan, Anupam Kher                                             | Pour subvenir aux besoins de sa famille, une jeune femme part en ville à la recherche de travail, mais les difficultés la poussent à devenir escort girl.                                                                    | [ 38 ]        |
| Aaja Nachle                        | 2007  | Anil Mehta (en)             | Madhuri Dixit, Konkona Sen Sharma, Akshaye Khanna, Kunal Kapoor                                                                           | Une chorégraphe installée à New York retourne dans sa ville natale en Inde pour sauver un théâtre de danse menacé de démolition par un politicien local.                                                                     | [ 39 ]        |
| Tashan                             | 2008  | Vijay Krishna Acharya       | Akshay Kumar, Saif Ali Khan, Kareena Kapoor, Anil Kapoor                                                                                  | Une femme vole de l’argent à son patron criminel, qui engage alors son ex-amant rancunier et un gangster pour la retrouver.                                                                                                  | [ 40 ]        |
| Thoda Pyaar Thoda Magic            | 2008  | Kunal Kohli                 | Saif Ali Khan, Rani Mukerji, Rishi Kapoor, Ameesha Patel                                                                                  | Un ange descend sur Terre pour aider quatre enfants en détresse, après qu’un juge a confié leur garde à un homme solitaire à la suite d’un accident ayant coûté la vie à leurs parents.                                      | [ 42 ]        |
| Bachna Ae Haseeno                  | 2008  | Siddharth Anand             | Ranbir Kapoor, Deepika Padukone, Bipasha Basu                                                                                             | Un coureur de jupons cherche le pardon de deux femmes qu’il a abandonnées après que son cœur a été brisé par une autre. | [ 43 ]        |
| Roadside Romeo                     | 2008  | Jugal Hansraj               | Saif Ali Khan, Kareena Kapoor | Un chien abandonné se lie d’amitié avec quatre chiens errants et affronte un chien malfaisant du quartier. | [ 45 ]        |
| Rab Ne Bana Di Jodi                | 2008  | Aditya Chopra               | Shah Rukh Khan, Anushka Sharma | Un homme d’âge moyen manquant de confiance se fait passer pour un jeune homme exubérant afin de gagner l’affection de sa jeune épouse.                                                                                       | [ 46 ]        |
| New York                           | 2009  | Kabir Khan (en)             | John Abraham, Katrina Kaif, Neil Nitin Mukesh, Irrfan Khan                                                                                | Après avoir été emprisonné à tort après le 11 septembre, un étudiant musulman se tourne vers le terrorisme par vengeance, tandis que le FBI utilise son ami pour l’espionner.                                                | [ 47 ]        |
| Dil Bole Hadippa!                  | 2009  | Anurag Singh (en)           | Rani Mukerji, Shahid Kapoor, Rakhi Sawant, Anupam Kher, Sherlyn Chopra, Dalip Tahil                                                       | Une femme se déguise en homme pour poursuivre son rêve de jouer au cricket professionnel. | [ 48 ]        |
| Rocket Singh: Salesman of the Year | 2009  | Shimit Amin                 | Ranbir Kapoor | Un vendeur désabusé crée sa propre entreprise avec l’aide d’autres employés mécontents d’une société de services informatiques.                                                                                              | [ 49 ]        |
| Pyaar Impossible                   | 2010  | Jugal Hansraj               | Uday Chopra, Priyanka Chopra, Dino Morea                                                                                                  | A software engineer becomes a nanny for the daughter of a divorced businesswoman he once had a crush on in college. | [ 50 ]        |
| Badmaash Company                   | 2010  | Parmeet Sethi (en)          | Shahid Kapoor, Anushka Sharma, Meiyang Chang, Vir Das                                                                                     | Quatre amis peu ambitieux lancent une entreprise d’arnaques florissante, mais des malentendus au sein du groupe menacent leur projet.                                                                                        | [ 51 ]        |
| Lafangey Parindey                  | 2010  | Pradeep Sarkar (en)         | Neil Nitin Mukesh, Deepika Padukone | Une fille aveugle s’entraîne pour gagner une compétition de patinage, aidée dans sa quête par un bagarreur de rue responsable de sa cécité.                                                                                  | [ 52 ]        |
| Band Baaja Baaraat                 | 2010  | Maneesh Sharma (en)         | Ranveer Singh, Anushka Sharma | Une fille ambitieuse et un garçon débrouillard lancent une entreprise d’organisation de mariages, mais une aventure d’un soir les transforme en rivaux.                                                                      | [ 53 ]        |
| Mere Brother Ki Dulhan             | 2011  | Ali Abbas Zafar (en)        | Katrina Kaif, Imran Khan, Ali Zafar, Tara D'Souza                                                                                         | Un homme organise le mariage de son frère avec une femme au caractère affirmé, mais tombe amoureux d’elle à sa place. | [ 54 ]        |
| Ladies vs Ricky Bahl               | 2011  | Maneesh Sharma (en)         | Ranveer Singh, Anushka Sharma, Parineeti Chopra, Dipannita Sharma, Aditi Sharma                                                           | Trois femmes, victimes d’un escroc qui les a volées et trompées, engagent une femme escroc qu’il aime pour lui donner une leçon.                                                                                             | [ 55 ]        |
| Ishaqzaade                         | 2012  | Habib Faisal (en)           | Parineeti Chopra, Arjun Kapoor | Un homme hindou et une femme musulmane issus de familles politiques rivales vivent une liaison passionnée. | [ 56 ]        |
| Ek Tha Tiger                       | 2012  | Kabir Khan (en)             | Salman Khan, Katrina Kaif, Ranvir Shorey                                                                                                  | Un agent du RAW est en mission pour récupérer des informations confidentielles auprès d’un scientifique, durant laquelle il tombe amoureux d’une mystérieuse agente pakistanaise du ISI.                                     | [ 57 ]        |
| Jab Tak Hai Jaan                   | 2012  | Yash Chopra                 | Shah Rukh Khan, Katrina Kaif, Anushka Sharma                                                                                              | Après un accident de voiture, une femme promet de rompre avec son petit ami pour sauver sa vie, ce qui pousse ce dernier à défier la mort en tant que démineur.                                                              | [ 58 ]        |
| Aurangzeb                          | 2013  | Atul Sabharwal              | Arjun Kapoor, Prithviraj Sukumaran, Sashaa Agha, Rishi Kapoor, Jackie Shroff                                                              | Un policier, sosie du fils d’un criminel, est contraint par sa famille à infiltrer la maison de ce dernier. | [ 59 ]        |
| Shuddh Desi Romance                | 2013  | Maneesh Sharma (en)         | Sushant Singh Rajput, Parineeti Chopra, Vaani Kapoor, Rishi Kapoor                                                                        | Un homme fuit son mariage arrangé pour vivre avec une autre femme, qui le quitte le jour de leur mariage. | [ 60 ]        |
| Dhoom 3                            | 2013  | Vijay Krishna Acharya       | Aamir Khan, Abhishek Bachchan, Katrina Kaif, Uday Chopra, Jackie Shroff                                                                   | Un garçon de cirque, formé aux arts du spectacle, jure de faire tomber une banque corrompue basée à Chicago après le suicide de son père. Deux policiers de Bombay tentent de les arrêter.                                   | [ 61 ]        |
| Gunday                             | 2014  | Ali Abbas Zafar (en)        | Ranveer Singh, Arjun Kapoor, Priyanka Chopra, Irrfan Khan                                                                                 | Deux réfugiés du Bangladesh deviennent les bandits de charbon les plus puissants de Calcutta. Des malentendus surviennent lorsqu’ils tombent tous deux amoureux de la même danseuse de cabaret.                              | [ 62 ]        |
| Aaha Kalyanam                      | 2014  | A. Gokul Krishna            | Nani, Vaani Kapoor | Une fille ambitieuse et un garçon débrouillard lancent une entreprise d’organisation de mariages, mais une aventure d’un soir les transforme en rivaux.                                                                      | [ 64 ]        |
| Bewakoofiyaan                      | 2014  | Nupur Asthana (en)          | Ayushmann Khurrana, Sonam Kapoor, Rishi Kapoor                                                                                            | Un homme licencié pendant la récession en Inde doit convaincre le père de sa riche petite amie de lui permettre de l’épouser.                                                                                                | [ 65 ]        |
| Titli                              | 2014  | Kanu Behl (en)              | Shashank Arora, Shivani Raghuvanshi, Ranvir Shorey, Amit Sial                                                                             | Le benjamin d’une famille criminelle et sa mariée réticente se manipulent mutuellement avant de s’entraider pour fuir cette famille.                                                                                         | [ 66 ]        |
| Mardaani                           | 2014  | Pradeep Sarkar (en)         | Rani Mukerji, Tahir Raj Bhasin | À la suite de la disparition d’une adolescente, une policière découvre les secrets d’un réseau de traite sexuelle de haut niveau en Inde.                                                                                    | [ 67 ]        |
| Daawat-e-Ishq                      | 2014  | Habib Faisal (en)           | Aditya Roy Kapoor, Parineeti Chopra | Une jeune femme et son père piègent un homme grâce à la loi sur la dot en Inde afin de financer son voyage en Amérique. | [ 68 ]        |
| Kill Dil                           | 2014  | Shaad Ali                   | Ranveer Singh, Parineeti Chopra, Ali Zafar, Govinda                                                                                       | Deux orphelins sont formés pour devenir assassins par un gangster. Les problèmes commencent lorsque l’un d’eux tombe amoureux et décide de quitter ce milieu.                                                                | [ 69 ]        |
| Dum Laga Ke Haisha                 | 2015  | Sharat Katariya (en)        | Ayushmann Khurrana, Bhumi Pednekar | Un homme sans ambition est contraint d’épouser une future enseignante. D’abord réticent à accepter sa femme en surpoids, le couple finit par se rapprocher.                                                                  | [ 70 ]        |
| Detective Byomkesh Bakshy!         | 2015  | Dibakar Banerjee            | Sushant Singh Rajput, Swastika Mukherjee                                                                                                  | Pendant la Seconde Guerre mondiale, Byomkesh Bakshy, un jeune détective à Calcutta, se retrouve mêlé à une affaire de meurtre.                                                                                               | [ 71 ]        |
| Fan                                | 2016  | Maneesh Sharma (en)         | Shah Rukh Khan | Le sosie fanatique d’une star devient un ennemi dangereux lorsque celle-ci repousse ses avances. | [ 72 ]        |
| Sultan                             | 2016  | Ali Abbas Zafar (en)        | Salman Khan, Anushka Sharma | Un ancien lutteur d’âge moyen au passé tragique surmonte ses insécurités pour revenir dans le sport. | [ 73 ]        |
| Befikre                            | 2016  | Aditya Chopra               | Ranveer Singh, Vaani Kapoor | Un couple impulsif à Paris entame une liaison en se promettant de ne pas tomber amoureux l’un de l’autre. | [ 74 ]        |
| Meri Pyaari Bindu                  | 2017  | Akshay Roy                  | Ayushmann Khurrana, Parineeti Chopra | Un écrivain à succès, victime d’un blocage créatif, retourne à ses racines pour écrire une histoire d’amour à l’ancienne. | [ 75 ]        |
| Qaidi Band                         | 2017  | Habib Faisal (en)           | Aadar Jain, Anya Singh | Sept prévenus innocents donnent un concert en prison pour obtenir leur acquittement. | [ 76 ]        |
| Tiger Zinda Hai                    | 2017  | Ali Abbas Zafar (en)        | Salman Khan, Katrina Kaif | Tiger et sa femme, Zoya, s’unissent pour sauver des infirmières indiennes et pakistanaises prises en otage par un groupe terroriste islamique.                                                                               | [ 77 ]        |
| Hichki                             | 2018  | Siddharth P. Malhotra       | Rani Mukerji | Une enseignante débutante atteinte du syndrome de Tourette doit faire ses preuves en éduquant un groupe d’élèves défavorisés.                                                                                                | [ 78 ]        |
| Sui Dhaaga                         | 2018  | Sharat Katariya (en)        | Anushka Sharma, Varun Dhawan | Un couple sans emploi d’une petite ville crée sa propre entreprise de confection. | [ 79 ]        |
| Thugs of Hindostan                 | 2018  | Vijay Krishna Acharya       | Amitabh Bachchan, Aamir Khan, Katrina Kaif, Fatima Sana Shaikh                                                                            | En 1795, une bande de brigands aspire à libérer l’Hindustan du joug de la Compagnie des Indes orientales. Inquiets, les Britanniques envoient un escroc pour infiltrer et contrer cette menace.                              | [ 80 ]        |
| War                                | 2019  | Siddharth Anand             | Hrithik Roshan, Tiger Shroff, Vaani Kapoor                                                                                                | Un soldat indien est chargé d’éliminer son mentor, un ancien soldat devenu hors-la-loi. | [ 81 ]        |
| Mardaani 2                         | 2019  | Gopi Puthran                | Rani Mukerji, Vishal Jethwa | Une policière affronte un jeune violeur et tueur en série. | [ 82 ]        |
| Bunty Aur Babli 2                  | 2021  | Varun V. Sharma             | Saif Ali Khan, Rani Mukerji, Siddhant Chaturvedi, Sharvari                                                                                | Deux escrocs sont forcés de sortir de leur retraite lorsque leur carte de visite commence à apparaître partout en Inde. | [ 83 ]        |
| Jayeshbhai Jordaar                 | 2022  | Divyang Thakkar (en)        | Ranveer Singh, Shalini Pandey | Un homme timide s’enfuit avec sa femme pour protéger leur fille de la fœticide. | [ 84 ]        |
| Samrat Prithviraj                  | 2022  | Chandraprakash Dwivedi (en) | Akshay Kumar, Sanjay Dutt, Sonu Sood, Manushi Chhillar                                                                                    | Prithivîrâja Châhumâna III, de la dynastie Chauhan, entre en conflit avec Muhammad Ghûri, un souverain de la dynastie Ghoride qui a mené la conquête islamique de l’Hindoustan.                                              | [ 84 ]        |
| Shamshera                          | 2022  | Karan Malhotra (en)         | Ranbir Kapoor, Sanjay Dutt, Vaani Kapoor                                                                                                  | Située au XIXᵉ siècle, une tribu de dacoïts lutte pour l’indépendance contre la domination britannique. | [ 84 ]        |
| Pathaan                            | 2023  | Siddharth Anand             | Shah Rukh Khan, Deepika Padukone, John Abraham                                                                                            | Un ancien agent du RAW exilé doit empêcher un terroriste mécontent de libérer un virus synthétique mortel. | [ 85 ]        |
| The Great Indian Family            | 2023  | Vijay Krishna Acharya       | Vicky Kaushal, Manushi Chhillar | Un homme hindou religieux traverse une crise lorsqu’il découvre qu’il est musulman de naissance. | [ 86 ]        |
| Tiger 3                            | 2023  | Maneesh Sharma              | Salman Khan, Katrina Kaif, Emraan Hashmi                                                                                                  | Accusés à tort de trahison par un terroriste vengeur, deux espions se lancent dans une mission périlleuse pour laver leur honneur.                                                                                           | [ 87 ]        |
| Saiyaara                           | 2025  | Mohit Suri                  | Ahaan Panday, Aneet Padda | Deux âmes artistiques trouvent l’harmonie à travers la musique malgré leurs mondes contrastés. Au fur et à mesure que leurs sentiments s’intensifient, l’âge et les circonstances mettent à l’épreuve leur lien indéniable.  | [ 88 ]        |
| War 2†                             | 2025  | Ayan Mukerji                | Hrithik Roshan, N. T. Rama Rao Jr., Kiara Advani                                                                                          | En attente | [ 89 ]        |
| Alpha†                             | 2025  | Shiv Rawail                 | Alia Bhatt, Sharvari, Anil Kapoor, Bobby Deol                                                                                             | En attente | [ 90 ]        |
| Mardaani 3†                        | 2026  | Abhiraj Minawala            | Rani Mukerji, Janki Bodiwala | En attente | [ 91 ]        |

## Films distribués
La liste des films qui ont été produits par d'autres sociétés de productions, mais qui ont été distribués par la compagnie, que ce soit sur le marché local ou international :
- Kuch Kuch Hota Hai (1998)
- Biwi No.1 (1999)
- Mann (1999)
- Godmother (1999)
- Jaanwar (1999)
- Kaho Naa... Pyaar Hai (2000)
- Dulhan Hum Le Jayenge (2000)
- Refugee (2000)
- Deewane (2000)
- Gaja Gamini (2000)
- Zubeidaa (2001)
- Aashiq (2001)
- Dil Chahta Hai (2001)
- La famille indienne (2001)
- Supari (2003)
- Main Prem Ki Diwani Hoon (2003)
- Koi... Mil Gaya (2003)
- Kal Ho Naa Ho (2003)
- Maqbool (2004)
- Meenaxi: A Tale of Three Cities (2004)
- Charas: A Joint Operation (2004)
- Gayab (2004)
- Blackƒ (2005)
- Sins (2005)
- My Brother…Nikhil (2005)
- Kaal (2005)
- Mangal Pandey: The Rising (2005)
- Maine Gandhi Ko Nahin Mara (2005)
- Yaaran Naal Baharan (2005)
- Krrish (2006)
- Kabhi Alvida Naa Kehna (2006)
- Krazzy 4 (2008)
- Dostana (2008)
- All the Best: Fun Begins (2009)
- Chhota Bheem and the Throne of Bali (2013)
- Yamla Pagla Deewana 2 (2013)
- D-Day (2013)
- Aa Gaye Munde U.K. De (2014)
- Happy New Year (2014)
- Piku (2015)
- Tubelight (2017)
- Jab Harry Met Sejal (2017)
- Ittefaq (2017)
- Race 3 (2018)
- Teefa in Trouble (2018)
- Hanuman vs Mahiravana (2018)
- Loveyatri (2018)
- Zero (2018)
- Notebook (2019)
- Chhota Bheem Kung Fu Dhamaka (2019)
- De De Pyaar De (2019)
- Saaho (2019)
- Dabangg 3 (2019)
- Jai Mummy Di (2020)
- Malang (2020)
- Sandeep Aur Pinky Faraar (2021)
- Jersey (2022)
- Runway 34 (2022)
- Rocketry: The Nambi Effect (2022)
- Uunchai (2022)
- Drishyam 2 (2022)
- Vadh (2022)
- Kuttey (2023)
- Tu Jhoothi Main Makkaar (2023)
- Jawan (2023)
- Dunki (2023)
- Laapataa Ladies (2024)
- Premalu (2024)
- Thankamani (2024)
- Bade Miyan Chote Miyan (2024)
- Sureshanteyum Sumalathayudeyum Hrudayahariyaya Pranayakadha (2024)
- Thalavan (2024)
- Nadanna Sambhavam (2024)
- Idiyan Chandhu (2024)
- Level Cross (2024)
- Kishkindha Kaandam (2024)
- Pani (2024)
- Mura (2024)
- Kanguva (2024)
- Narayaneente Moonnaanmakkal (2025)
- Chhaava (2025)
- Bhool Chuk Maaf (2025)
- Sunny Sanskari Ki Tulsi Kumari (2025)
- De De Pyaar De 2 (2025)